# Inmaculada Cruz
María Inmaculada Cruz Salcedo (Cuenca, 8 de diciembre de 1960 - ibídem, 4 de agosto de 2013) fue una maestra y política socialista española.

## Biografía
Licenciada en Derecho y maestra, trabajó como funcionaria de la Junta de Comunidades de Castilla-La Mancha. Miembro del Partido Socialista Obrero Español (PSOE), fue delegada provincial de Ordenación del Territorio y Vivienda, delegada de Obras Públicas y jefa de gabinete de la Presidencia de la Diputación Provincial de Cuenca. Fue concejal del ayuntamiento de Cuenca elegida en 2007. En las elecciones generales de 2011 fue elegida senadora por la circunscripción electoral de Cuenca, donde, entre otras actividades, fue secretaria segunda de la Comisión de Incompatibilidades y ponente del Proyecto de Ley de mediación de asuntos civiles y mercantiles.